# ファインマンのスラッシュ記法
場の量子論におけるファインマンのスラッシュ記法（ファインマンのスラッシュきほう、Feynman slash notation） とは、ディラック場の研究においてファインマンによって導入された、4元ベクトルとガンマ行列 γ の縮約を表す記法:
{\displaystyle {A\!\!\!/}\ \equiv \gamma ^{\mu }A_{\mu }=\gamma _{\mu }A^{\mu }}.
ここで Aμ は共変ベクトル、Aμ は反変ベクトル、またアインシュタインの縮約記法を用いている。{\displaystyle {A\!\!\!/}}は「Aスラッシュ」と読む。

## 恒等式
ガンマ行列の反交換関係 {γμ, γν} = 2gμν を用いることで、任意のベクトル a, b について次の恒等式が成り立つ:
{\displaystyle {\begin{aligned}{a\!\!\!/}{a\!\!\!/}&\equiv a^{\mu }a_{\mu }\cdot I_{4}=a^{2}\cdot I_{4}\\{a\!\!\!/}{b\!\!\!/}+{b\!\!\!/}{a\!\!\!/}&\equiv 2a\cdot b\cdot I_{4}\,\end{aligned}}}.
ここで I4 は4次元における単位行列。
特に
{\displaystyle {\partial \!\!\!/}^{2}\equiv \partial ^{2}\cdot I_{4}}.
以下の恒等式はガンマ行列の性質から計量テンソルと内積を置き換えることで直接的に得られる。例えば
{\displaystyle {\begin{aligned}\operatorname {tr} ({a\!\!\!/}{b\!\!\!/})&\equiv 4a\cdot b\\\operatorname {tr} ({a\!\!\!/}{b\!\!\!/}{c\!\!\!/}{d\!\!\!/})&\equiv 4\left[(a\cdot b)(c\cdot d)-(a\cdot c)(b\cdot d)+(a\cdot d)(b\cdot c)\right]\\\operatorname {tr} (\gamma _{5}{a\!\!\!/}{b\!\!\!/}{c\!\!\!/}{d\!\!\!/})&\equiv 4i\epsilon _{\mu \nu \lambda \sigma }a^{\mu }b^{\nu }c^{\lambda }d^{\sigma }\\\gamma _{\mu }{a\!\!\!/}\gamma ^{\mu }&\equiv -2{a\!\!\!/}\\\gamma _{\mu }{a\!\!\!/}{b\!\!\!/}\gamma ^{\mu }&\equiv 4a\cdot b\cdot I_{4}\\\gamma _{\mu }{a\!\!\!/}{b\!\!\!/}{c\!\!\!/}\gamma ^{\mu }&\equiv -2{c\!\!\!/}{b\!\!\!/}{a\!\!\!/}\\\end{aligned}}}
ここで εμνλσ はレヴィ=チヴィタの完全反対称テンソル。

## 4元運動量
ディラック方程式を用いて散乱断面積を解くときに、4元運動量についてスラッシュ記法を用いる: ガンマ行列は次のディラック表現を用いると
{\displaystyle \gamma ^{0}={\begin{pmatrix}I&0\\0&-I\end{pmatrix}},\quad \gamma ^{i}={\begin{pmatrix}0&\sigma ^{i}\\-\sigma ^{i}&0\end{pmatrix}}},
ここで σ はパウリ行列。また4元運動量の定義:
{\displaystyle p_{\mu }=\left(E,-p_{x},-p_{y},-p_{z}\right)}
により、次を得る。
{\displaystyle {\begin{aligned}{p\!\!/}&=\gamma ^{\mu }p_{\mu }=\gamma ^{0}p_{0}+\gamma ^{i}p_{i}\\&={\begin{bmatrix}p_{0}&0\\0&-p_{0}\end{bmatrix}}+{\begin{bmatrix}0&\sigma ^{i}p_{i}\\-\sigma ^{i}p_{i}&0\end{bmatrix}}\\&={\begin{bmatrix}E&-\sigma \cdot {\vec {p}}\\\sigma \cdot {\vec {p}}&-E\end{bmatrix}}.\end{aligned}}}
同様の結果は、ワイル表現のような他の表現を用いても得られる。